# 122 Eskadra Myśliwska (2 plot)

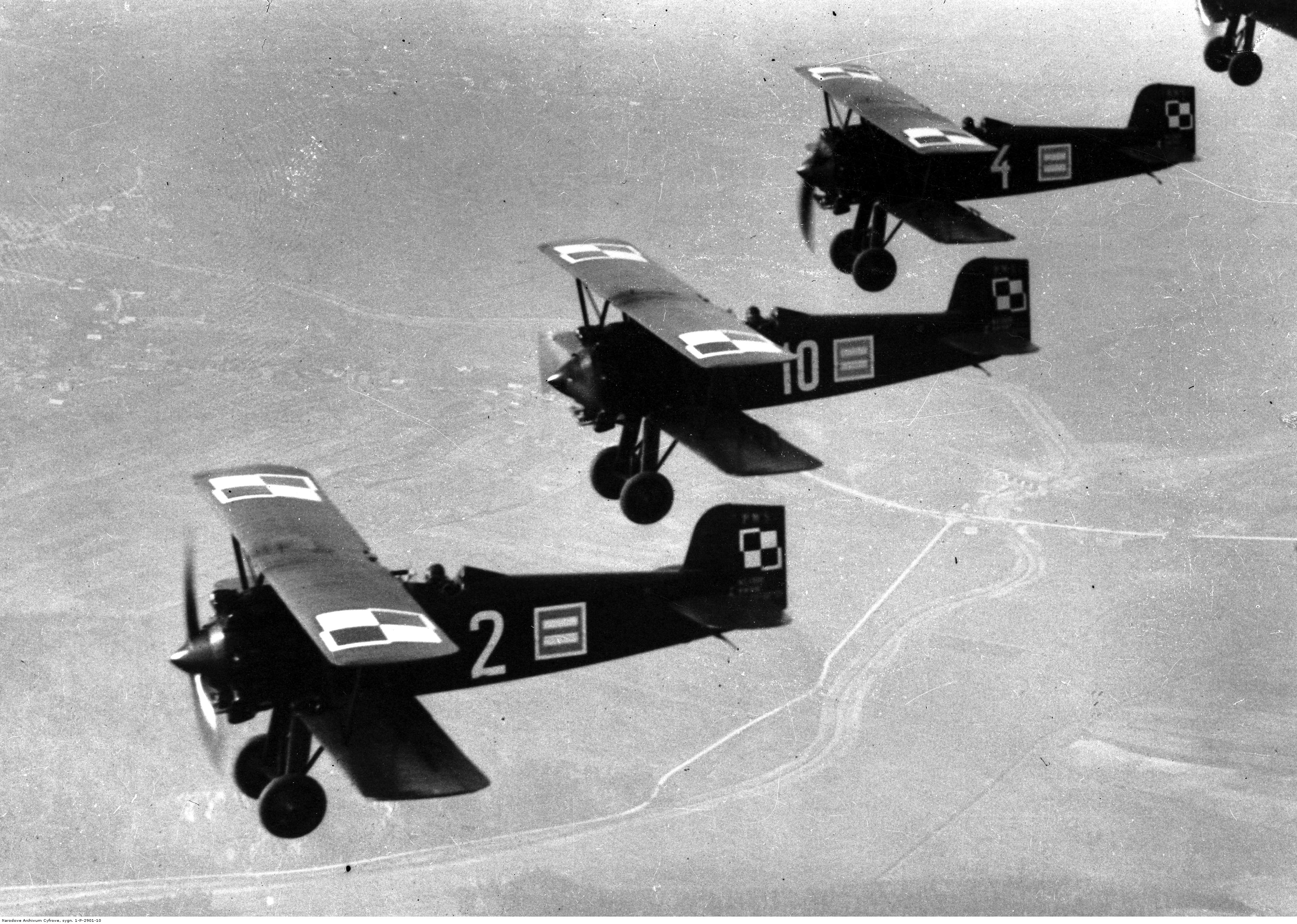
Samoloty eskadry podczas defilady trzeciomajowej w Krakowie 1932

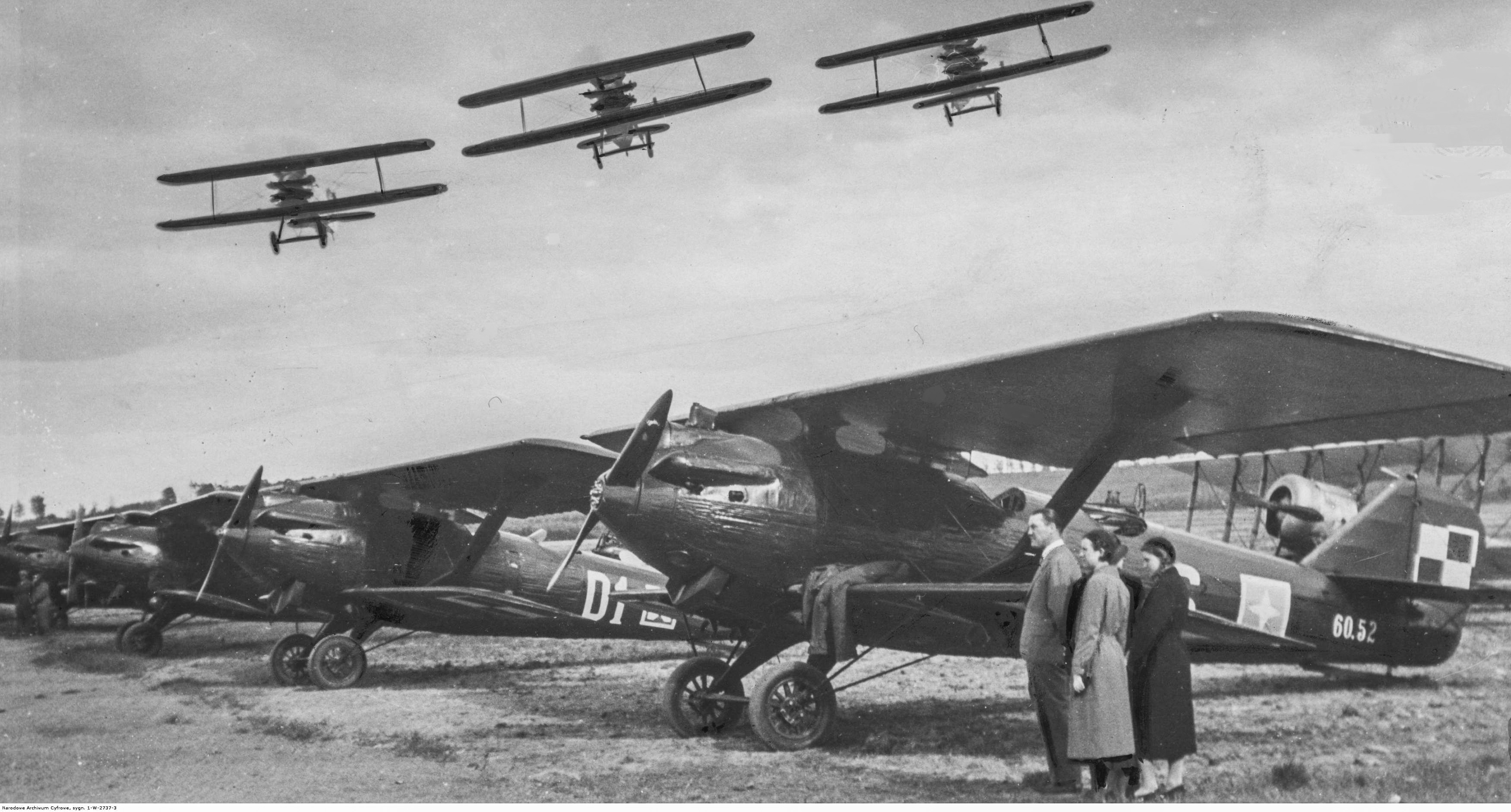
Lotnisko w Katowicach – akrobacje trójki Bajana na samolotach Avia

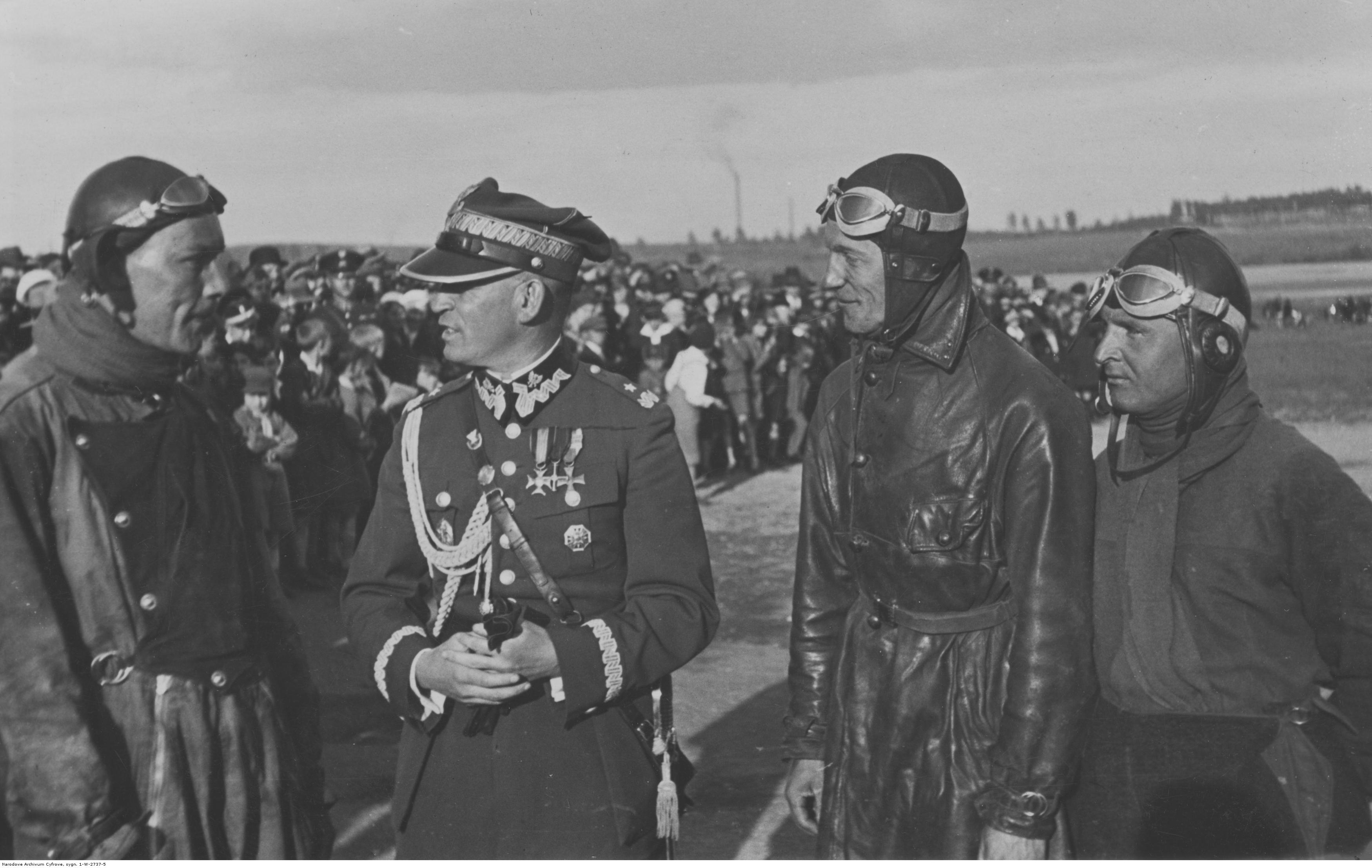
Gen. Józef Zając wśród pilotów z tzw. trójki Bajana

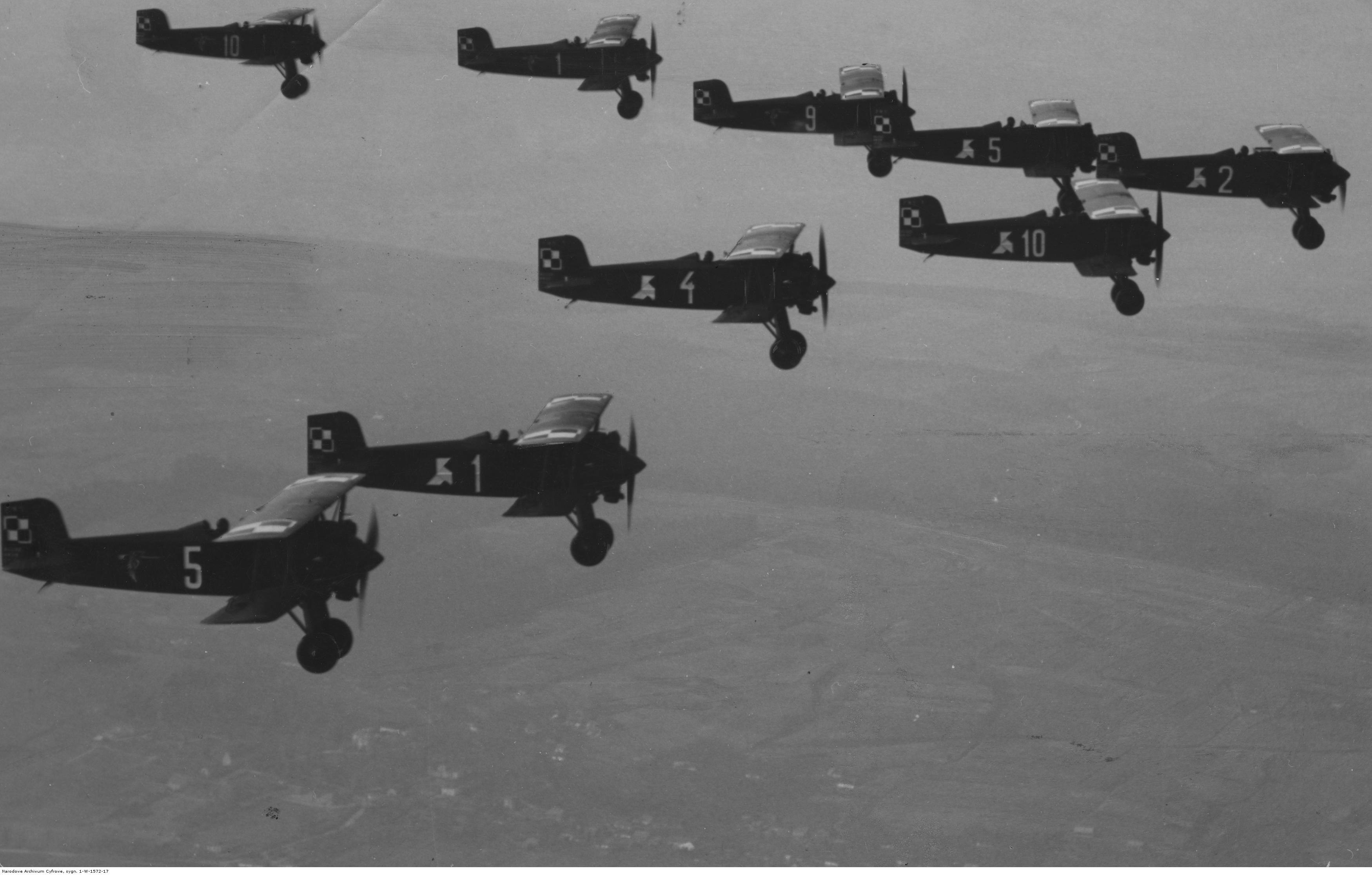
Święto 2 pułku lotniczego w Krakowie – samoloty 121 i 122 eskadry myśliwskiej w locie; maj 1934 r.

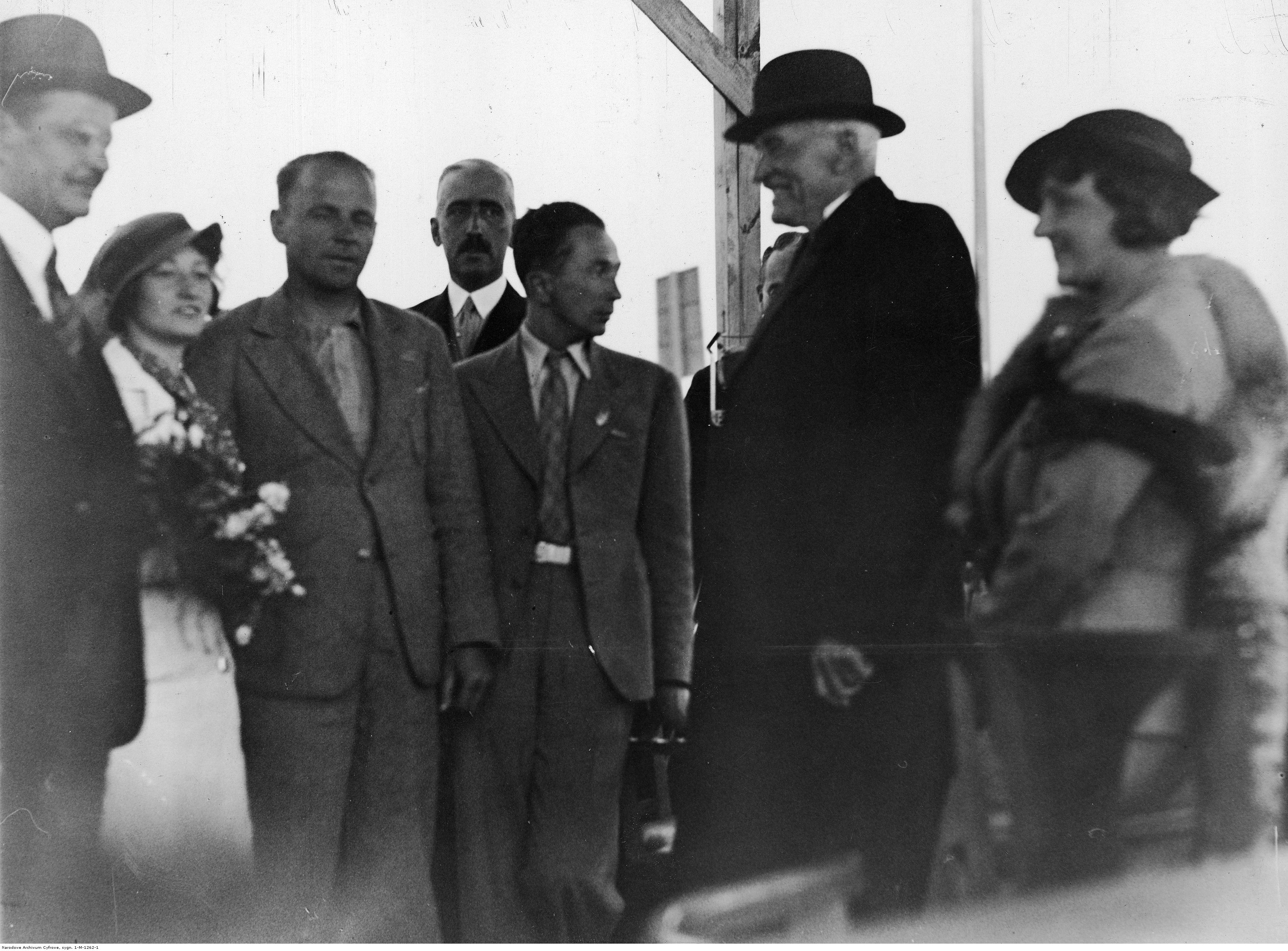
Prezydent RP Ignacy Mościcki i dowódca eskadry Jerzy Bajan – zwycięzca Challenge 1934

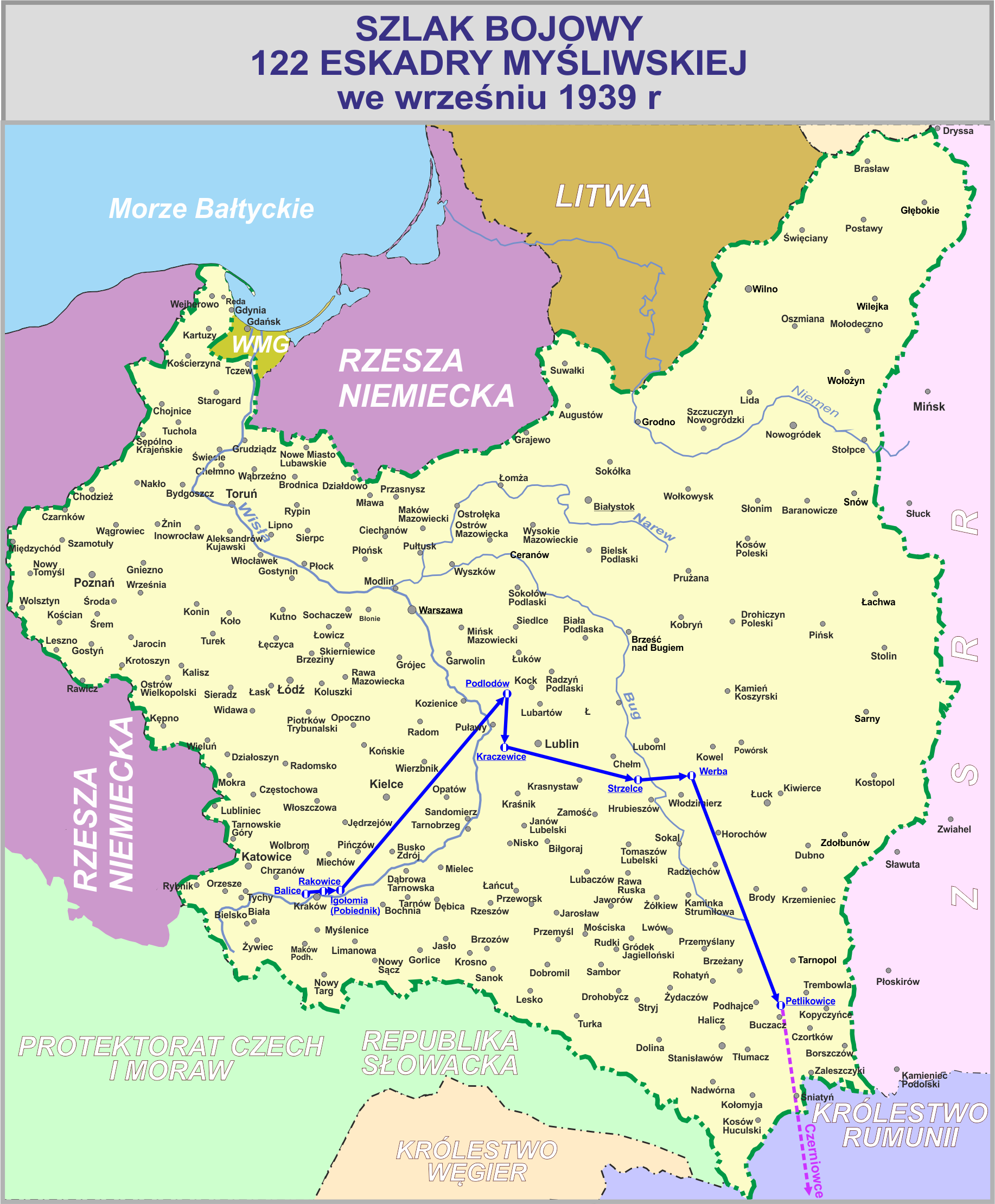

122 eskadra myśliwska – pododdział lotnictwa myśliwskiego Wojska Polskiego w II Rzeczypospolitej.
Eskadra sformowana w 1925 jako 114 eskadra myśliwska. W 1928 przemianowana na 122 eskadrę myśliwską. We wrześniu 1939 walczyła w składzie lotnictwa Armii „Kraków”.
Godło eskadry:
- biały znak geometryczny na tle niebieskiego kwadratu z białą obwódką – na samolotach Spad
- biały „papierowy konik” – na samolotach Avia, P-7 i P-11

## Formowanie i szkolenie 114 eskadry myśliwskiej
Wiosną 1925 na lotnisku mokotowskim sformowano, dla 11 pułku myśliwskiego, 114 eskadrę myśliwską. Wyposażenie stanowiły samoloty Fokker D.VII. W styczniu 1926 eskadra została przeniesiona na lotnisko w Lidzie. Do marca tegoż roku eskadrę przezbrojono w samoloty produkcji francuskiej Spad 61C1.
W kolejnych latach w eskadrze prowadzono normalną działalność szkoleniową. Oprócz zajęć obowiązkowych, organizowano w miastach i miasteczkach kresowych pokazy i popisy lotnicze przy bardzo licznym udziale miejscowego społeczeństwa. Ten rodzaj propagandy lotnictwa zjednywał nowej broni wielu oddanych przyjaciół i sympatyków.
Nowe koncepcje organizacyjne w lotnictwie wojskowym spowodowały w 1928 rozwiązanie 11 pułku myśliwskiego. Po manewrach letnich na terenie północno-wschodniej Polski, eskadra odleciała do Krakowa. Tam, w ramach 2 pułku lotniczego, otrzymała numer 122.

## Jako 122 eskadra myśliwska
Rozkaz Departamentu Aeronautyki Ministerstwa Spraw Wojskowych L.dz. 700/tj. Og.-Org. z 23 czerwca 1928 dotyczący organizacji „mieszanych” pułków lotniczych składających się z dywizjonów różnego przeznaczenia nakazywał rozwiązanie 11 pułku myśliwskiego. Jego dywizjon myśliwski wszedł w podporządkowanie dowódcy 2 pułku lotniczego i 14 lipca 1928 przeniesiony został z Lidy do Krakowa na lotnisko Kraków-Rakowice. Po dyslokacji 114 eskadra tego dywizjonu zostały przemianowana na 122 eskadrę myśliwską. Organizacyjnie weszła w skład III/2 dywizjonu myśliwskiego. Jej wyposażenie stanowiły samoloty Spad 61.
W sierpniu 1930 Departament Aeronautyki MSWojsk. zorganizował przy 122 eskadrze kurs pilotażu myśliwskiego dla kilkudziesięciu pilotów. W większości instruktorami byli piloci 122 eskadry. Preferowano przede wszystkim wyszkolenie pilota oraz opanowanie akrobacji indywidualnej i zespołowej. Kurs dał początek słynnej później w kraju „krakowskiej szkole pilotażu”. Reprezentacyjne trójki akrobacyjne eskadry prowadzone przez por. pil. Jerzego Bajana imponowały precyzją i elegancją wykonywania najbardziej skomplikowanych figur akrobacyjnych.
Powtarzające się często wypadki na samolotach Spad doprowadziły najpierw do wydania zakazu wykonywania akrobacji na tych samolotach, a później do ich wycofania z eskadr. W miejsce niebezpiecznych Spad-ów sukcesywnie wprowadzano samoloty Avia BH-33.
Latem klucz eskadry pod dowództwem ppor. pil. Stanisława Floriana Laskowskiego uczestniczył w manewrach zorganizowanych przez 11 Grupę Artylerii.
Sukcesy odnosił także personel techniczny i naziemny eskadry. Żołnierze obsługi zajęli kilka pierwszych miejsc w konkurencjach zespołowych: budowa hangaru polowego, wyprowadzenie z hangaru na alarm 3 samolotów z uruchomieniem silników. Najwięcej nagród indywidualnych przypadło szefowi mechaników – st. majstrowi wojsk. Gustawowi Pokrzywce.
W 1932 na staż do eskadry został przydzielony szwedzki kpt. pil. Aleksander Arro. Pod koniec roku eskadra otrzymała pierwsze samoloty myśliwskie PZL P.7a.
Wiosną 1933 na międzynarodowych zawodach lotniczych zorganizowanych przez Aeroklub Warszawski duży sukces odniosła „trójka” 122 eskadry w składzie por. pil. Bronisław Kosiński, kpr. pil. Stanisław Macek i kpr. pil. Karol Pniak popisując się finezyjną akrobacją indywidualną i zespołową.
Największym wydarzeniem w 1934 było zajęcie I miejsca w Challenge 1934 przez dowódcę 122 eskadry kpt. Jerzego Bajana oraz szefa mechaników eskadry st. majstra wojsk. Gustawa Pokrzywkę.
W 1936 eskadra otrzymała pierwsze PZL P.11a. Personel latający jak co roku brał udział w manewrach oraz szkole ognia lotniczego na poligonie w Pustyni Błędowskiej. Czołowi piloci eskadry corocznie zajmowali pierwsze miejsca w konkurencji indywidualnej i zespołowej i tym samym zdobyli na stałe puchar Ministra Spraw Wojskowych.
We wrześniu 1937, po przezbrojeniu w samoloty PZL P.11c, eskadra uczestniczyła w koncentracji lotnictwa i ćwiczeniach zorganizowanych przez 3 Grupę Lotniczą.

## Działania 122 eskadry myśliwskiej w 1939
Od wiosny 1939 niemieckie samoloty zaczęły dość regularnie naruszać polską przestrzeń powietrzną. Część pilotów eskadry wzięła udział w organizowanych zasadzkach. Między innymi od 20 sierpnia piloci: ppor. Bronisław Skibiński, plut. Antoni Markiewicz, st. szer. Paweł Kowala i st. szer. Tadeusz Krieger dyżurowali na lotnisku Aleksandrowice.
W lipcu przydzielono do eskadry 3 podchorążych ostatniego rocznika Szkoły Podchorążych Lotnictwa Dęblin oraz 3 absolwentów Szkoły Podoficerów Lotnictwa dla Małoletnich Krosno.

### Mobilizacja eskadry
Czynności mobilizacyjne 122 eskadra wykonała w dniach 24 i 25 sierpnia 1939.
Telefonicznie i przez gońców ściągnięto pilotów na lotnisko Rakowice. Personel naziemny tankował i uzbrajał samoloty. Z magazynów pobierano i uzupełniano wyposażenie potrzebne do działań, wydawano pilotom broń osobistą –Pistolet Vis wz. 35.
Na lotnisku utrzymywano dwusamolotowe klucze alarmowe.
W nocy z 26 na 27 sierpnia odjechał z lotniska rzut kołowy pojedynczymi samochodami i w pewnych odstępach czasu tak, aby przemieszczenie nie zwróciło uwagi niemieckiego wywiadu. O świcie 31 sierpnia samoloty eskadry odleciały pojedynczo na lotnisko alarmowe Balice w takich odstępach, aby lądowanie następnej maszyny odbyło się po zamaskowaniu poprzedniej. Personel zakwaterowano w majątku Balice.

Samo lotnisko tak opisuje kpr. pil. Piotr Zaniewski ze 121 eskadry:

Lotnisko polowe było w Balicach, to był majątek Radziwiłłów. Budynki były obszerne, tak że nie było kłopotu z zakwaterowaniem personelu. Oficerowie mieli kwatery w dworku, a piloci podoficerowie w jednym z budynków w folwarku. Muszę zaznaczyć, że nie było klucza alarmowego. Łączność telefoniczna była przez telefon z poczty w pobliskiej wiosce. Ja nie wiem, czy dwór miał telefon, czy nie. Dywizjon miał również radiostację, która została przydzielona do dowództwa kilka dni przed alarmem.

### Walki eskadry w kampanii wrześniowej
W kampanii wrześniowej walczyła w składzie III/2 dywizjonu myśliwskiego w ramach lotnictwa i obrony przeciwlotniczej Armii „Kraków”.
1 września o 6.00 zarządzono alarm i odprawę pilotów. Dowódca dywizjonu kpt. Mieczysław Medwecki zapoznał personel z aktualną sytuacją i powiadomił o stanie wojny z Niemcami. Podporządkował sobie jednocześnie klucz 121 eskadry myśliwskiej i około 6.00 wystartował w rejon Chrzanowa. W tym momencie nad lotniskiem Balice pojawiły się dwie grupy Heinkli 111 około 18 Junkersów 87. Startujący dowódca dywizjonu znalazł się przed frontem trójki Ju–87 i otrzymał długą serię. Jego P.11 uderzył w ziemię w pobliżu lotniska.
Kapitan Wiórkiewicz wspomina:

1 września około godziny 5.30 Niemcy wracali lotem niskim po bombardowaniu Krakowa. Medwecki startował pojedynczo i po oderwaniu się do ziemi dostał się pod ogień trójki Ju–87 powracającej z bombardowania lotem koszącym dokładnie nad naszym lotniskiem. Serie były celne. Musiał być zabity w powietrzu. Być może zapalił się już w powietrzu. Zwalił się 2–3 km poza lotniskiem. Podobno był poważnie popalony. Zwłoki kpt. Medweckiego zostały czasowo złożone w rodzinnym grobowcu ks. Radziwiłła w Balicach.

Tak zginął pierwszy polski pilot w II wojnie światowej. Zestrzelił go podoficer Frank Neubert ze Stuka–Geschwaders 2 „Immelmann”.
Około 7.00 wystartowało 14 pilotów dywizjonu na przechwycenie niemieckiej wyprawy bombowej. W wyniku starcia kpr. Parafiński zestrzelił nad Czyżynami 1 He-111, a st. szer. Uchto ratował się skokiem ze spadochronem z postrzelanej maszyny. Po wylądowaniu eskadra przeniosła się na pobliskie lądowisko około 700 metrów od Balic. Około 14.00 plut. Majchrzyk na RDW-8 zawiózł 5000 sztuk amunicji 23 eskadrze obserwacyjnej stacjonującej na lotnisku Palczowice.
W ciągu dnia piloci eskadry kilkakrotnie startowali do przelatujących samolotów Luftwaffe, ale brak rozkazów wyższych przełożonych i łączności z siecią dozorowania powodowały, że działalność bojowa była chaotyczna, niedająca właściwych rezultatów. Przed wieczorem eskadra przesunęła się na lotnisko Igołomia, gdzie dołączyli piloci biorący udział w zasadzce pod Bielskiem.
2 września wystartowały 2 klucze eskadry z zadaniem osłony wyprawy bombowej 24 eskadry rozpoznawczej w obszarze Szczekociny–Miechów. Po doprowadzeniu załóg „Karasi” w rejon ich lotniska, myśliwce powróciły do Igołomi.
Po południu 9 pilotów eskadry, wspomaganych kluczem 121 eskadry myśliwskiej poleciało na przechwycenie wyprawy Luftwaffe w rejonie Skawiny. W walce piloci 122 eskadry zestrzelili 2 Do-17.
Plutonowy Majchrzyk tak opisał walkę:

Po południu po starcie napotkałem samolot Do-17 goniąc go aż na Śląsk, ale bezskutecznie, bo miał większą prędkość i pchał się w słońce. W drodze powrotnej spotkałem nad Krakowem swoją dwójkę więc dołączyłem do nich. Po chwili naprzeciw nas ukazało się 18 samolotów npla, na które rzuciliśmy się po nabraniu przewagi wysokości. Ja zostałem z Wlasnowolskim i we dwóch goniliśmy jednego Heinkla z prawego skrzydła. Było to moje pierwsze związanie się z ogniem npla. Gdy zbliżyłem się na odległość 100 metrów i zobaczyłem strugi ognia skierowane do mnie, mimo woli przeszły mnie ciarki i chcąc uniknąć postrzału co chwila robiłem zakręty. Jednak w końcu przywykłem do ognia i w ogóle nie zwracałem uwagi na ostrzał npla. Mój boczny pchor. Własnowolski nie mógł strzelać, bo leciał za mną, ale jego obecność dodawała mi odwagi. Samoloty npla uciekały początkowo w strasznej rozsypce, ale później zaczęły nabierać wysokości i było widać jak się oddalają. Goniłem ich aż do Zatora i tam zobaczyłem jak na prawym skrzydle jeden, do którego strzelałem, zacząć spadać korkociągiem.

3 września eskadra startowała na przechwycenie kolejnej wyprawy Luftwaffe. Udaremniono bombardowanie Krakowa i zniszczono 2 bombowce. Po południu eskadra odleciała do Podlodowa.
4 września wykonano kilka lotów w rejony Dęblina i Lublina. W dniu następnym wystawiono na przedpolu Dęblina posterunek obserwacyjno–meldunkowy z radiostacją. Loty patrolowe wykonywali: kpt. Wiórkiewicz, pchor. Własnowolski, kpr. Parafiński. W tym dniu nie przychodziły rozkazy i brak było łączności z jakimkolwiek dowództwem. Dopiero 5 września po południu zjawił się płk Stefan Sznuk i nakazał przesunięcie III/2 dywizjonu na lądowisko Kraczewice.
6 września piloci eskadry wykonali loty w rejony Dęblina i Lublina.
7 września latano w rejon Dęblin–Puławy, Radom, Kazimierz, Kurów, Solec. Około 15.00 w rejonie Puław napotkano 6 Donierów. Zestrzeleń nie było, ale samoloty Wiórkiewicza, Markiewicza i Pietrasiaka zostały postrzelane ogniem własnej artylerii przeciwlotniczej.
8 września eskadra patrolowała Wisłę od Solca do Dęblina i Wieprz oraz rejon Kałuszyna działając na korzyść nowo powstałej Armii „Lublin”. O 16.00 nastąpił start eskadry przeciw wyprawie Luftwaffe usiłującej zbombardować most drogowy na Wiśle pod Puławami. Kapitan Wiórkiewicz zanotował:

Wyprawa bombowa npla zaatakowana przez nas wyrzuca bomby chaotycznie w pole. Bez bomb są znacznie szybsi od nas – trudno dogonić. Własna artyleria przeciwlotnicza skutecznie po nas rąbie: 4 samoloty własne zestrzelone, ponoszą śmierć d-ca 121 eskadry kpt. Sędzielowski i kpr. Futro. Natomiast kpr. Kriegerowi odstrzelili ogon samolotu i zapalili. Wyskoczył ze spadochronem, poparzony z ranną nogą. Tego dnia w nocy zjawił się w Kraczewicach na furze chłopskiej ze spadochronem zwiniętym pod pachą [...]. Tuż po bombardowaniu nadleciał Do–17, widocznie celem sfotografowania wyników nalotu. Nadział się na mój klucz – poczęstowałem go długą serią z odległości ± 300 metrów z pozycji 3/4 z tyłu. Dornier runął pionowo w dół robiąc wrażenie, że jest zestrzelony. Nad samą wodą jednak wyrównał i zaczął uciekać Wisłą na pełnych obrotach na południe. Boczni mojego klucza plut. Markiewicz i kpr. Pietrasiak znurkowali za nim. Dornier coraz bardziej powiększał swoją odległość od goniących go Polaków, którzy po kilku minutach zaniechali pościgu. Natomiast ja poszedłem po cięciwie (Wisła tutaj tworzy duży luk przechodzący na zachód) i dopadłem go nad korytem rzeki na płd. od m. Solec. Oddałem długą serię, Dornier zakopcił białym dymem (widocznie dostał w zbiornik oliwy) i zaczął obniżać lot. Z braku benzyny zawróciłem. Musiał jednak siadać przymusowo.

9 września latano wzdłuż łuku Wisły. Po południu eskadra odleciała na lotnisko Strzelce.
10 września plut. Markiewicz ponownie rozpoznawał obszar Annopol–Sandomierz, a pchor. Własnowolski Dęblin–Zwoleń. Z braku paliwa loty ograniczono, a dowódca dywizjonu rozsyłał „patrole benzynowe” w poszukiwaniu benzyny. Rekonesansu w Dęblinie dokonał kpr. Parafiński na RWD-8, lądując pod obstrzałem Messerschmittów przy dęblińskich składach paliwa.
11 września ppor. pil. Stanisław Wielgus wylądował na RWD-8 pod stacją kolejową Bedlno, zmuszając szykujących się do ucieczki kolejarzy do wysłania 3 cystern z benzyną w kierunku stacji Chełm.
12 września krakowski III/2 dywizjon myśliwski wszedł w skład Brygady Pościgowej
13 września plut. Markiewicz rozpoznawał rejon Sandomierz–Opatów, lądując przymusowo pod Łuckiem. Po uzupełnieniu paliwa wrócił do jednostki. W nocy ppor. Wielgus wykonał lot specjalny na RWD–8, przyczyniając się do ujęcia niemieckiego szpiega dającego sygnały świetlne samolotom Luftwaffe.
14 września eskadra przegrupowała się na lotnisko Werba. Przed odlotem plut. Majchrzyk pojechał do Włodzimierza Wołyńskiego z meldunkiem do Naczelnego Dowódcy Lotnictwa. Meldunek odebrał szef sztabu gen. obs. Stanisław Ujejski. Nowy rozkaz nakazywał przeniesienie III/2 dywizjonu na lotnisko Petlikowice.
W dniach 15–17 września wykonywano tylko niezbędne loty łącznościowe i rozpoznawcze. W tym czasie trwała reorganizacja Brygady Pościgowej. Nie doszło już do wznowienia działań bojowych. 17 września o 16.00 samoloty 122 eskadry lotniczej odleciały do Rumunii. Rzut kołowy przekroczył granicę polsko-rumuńską w dniu następnym.
| Działania eskadry              | Działania eskadry          | Działania eskadry          | Działania eskadry |
| ------------------------------ | -------------------------- | -------------------------- | ----------------- |
|                                | Zestrzelenia               | Zestrzelenia               | Uszkodzenia       |
| 5½                             | 5½                         | 3                          |                   |
| Straty eskadry                 |                            |                            |                   |
| Nie było                       |                            |                            |                   |
| Samoloty                       |                            |                            |                   |
| Stan                           | Uzupełnienie               | Zniszczone                 | Ewakuacja         |
| 10 P.11c                       | 0                          | 4                          | 6                 |
| Zwycięstwa pilotów 122 eskadry |                            |                            |                   |
| Data                           | Stopień, imię i nazwisko   | Stopień, imię i nazwisko   | Zestrzelenie      |
| 1 września                     | kpr. Mieczysław Parafiński | kpr. Mieczysław Parafiński | 1 He 111          |
| 2 września                     | ppor. pil. Własnowolski    | ppor. pil. Własnowolski    | 1 Ju 87           |
| 2 września                     | plut. pil. Majchrzyk       |                            | 1 Ju 87           |
| 3 września                     | ppor. pil. Kozłowski       | ppor. pil. Kozłowski       | 1/2 He 111        |

## Obsada personalna eskadry
| Stopień, imię i nazwisko         | Okres pełnienia służby |
| -------------------------------- | ---------------------- |
| kpt. pil. Tadeusz Piotrowicz     | VII 1928 – II 1930     |
| por. pil. Jerzy Bajan            | cz.p.o. II 1930        |
| por. pil. Jerzy Bajan            | X 1931 – 1934          |
| por. pil. Antoni Wczelik         | p.o. 1932 – 1934       |
| por. pil. Antoni Wczelik         | 1 II 1936 – XI 1936    |
| kpt. pil. Stanisław Laskowski    | XI 1936 – V 1937       |
| kpt. pil. Mieczysław Wiórkiewicz | V 1937 – 1939          |

| Stanowisko        | Stopień, imię i nazwisko           |
| ----------------- | ---------------------------------- |
| dowódca eskadry   | kpt. Mieczysław Wiórkiewicz        |
| zastępca dowódcy  | kpt. Juliusz Mieczysław Sulerzycki |
| oficer techniczny | chor. Gustaw Pokrzywka             |
| pilot eskadry     | ppor. Włodzimierz Czech Samoliński |
| pilot eskadry     | ppor. Stanisław Wielgus            |
| pilot eskadry     | ppor. Bronisław Skibiński          |
| pilot eskadry     | ppor. Edward Roman Pilch           |
| pilot eskadry     | ppor. Marian Stefan Chełmecki      |

| Dowództwo eskadry | Dowództwo eskadry                |
| Stanowisko | Stopień imię i nazwisko          |
| --- | -------------------------------- |
| dowódca eskadry | kpt. pil. Mieczysław Wiórkiewicz |
| zastępca dowódcy | ppor. pil. Edward Pilch          |
| oficer techniczny eskadry | chor. techn. Gustaw Pokrzywka    |
| szef mechaników | st. majster wojsk. Jan Syska     |
| szef administracyjny eskadry | sierż. Roman Kamieniak           |
| podoficer gospodarczy | sierż. Antoni Slifierz           |
| Personel techniczny i piloci |                                  |
| Personel techniczny | Piloci                           |
| sierż. Jan Gerwatowski plut. Władysław Kulpa plut. Roman Leszczyński plut. Władysław Małoń kpr. Andrzej Garbera kpr. Kazimierz Klimecki kpr. Stanisław Lotko kpr. Stanisław Mozdyniewicz kpr. Jan Rogal kpr. Antoni Serafinowicz kpr. Władysław Sutarz kpr. Tadeusz Siudziński kpr. Eugeniusz Szlenk kpr. Leopold Wątroba kpr. Jan Zaprawa st. szer. Marian Bereza st. szer. Mieczysław Byrczek st. szer. Stanisław Piątkowski | ppor. Michał Samoliński          |
| sierż. Jan Gerwatowski plut. Władysław Kulpa plut. Roman Leszczyński plut. Władysław Małoń kpr. Andrzej Garbera kpr. Kazimierz Klimecki kpr. Stanisław Lotko kpr. Stanisław Mozdyniewicz kpr. Jan Rogal kpr. Antoni Serafinowicz kpr. Władysław Sutarz kpr. Tadeusz Siudziński kpr. Eugeniusz Szlenk kpr. Leopold Wątroba kpr. Jan Zaprawa st. szer. Marian Bereza st. szer. Mieczysław Byrczek st. szer. Stanisław Piątkowski | ppor. Bronisław Skibiński        |
| sierż. Jan Gerwatowski plut. Władysław Kulpa plut. Roman Leszczyński plut. Władysław Małoń kpr. Andrzej Garbera kpr. Kazimierz Klimecki kpr. Stanisław Lotko kpr. Stanisław Mozdyniewicz kpr. Jan Rogal kpr. Antoni Serafinowicz kpr. Władysław Sutarz kpr. Tadeusz Siudziński kpr. Eugeniusz Szlenk kpr. Leopold Wątroba kpr. Jan Zaprawa st. szer. Marian Bereza st. szer. Mieczysław Byrczek st. szer. Stanisław Piątkowski | ppor. Stanisław Wielgus          |
| sierż. Jan Gerwatowski plut. Władysław Kulpa plut. Roman Leszczyński plut. Władysław Małoń kpr. Andrzej Garbera kpr. Kazimierz Klimecki kpr. Stanisław Lotko kpr. Stanisław Mozdyniewicz kpr. Jan Rogal kpr. Antoni Serafinowicz kpr. Władysław Sutarz kpr. Tadeusz Siudziński kpr. Eugeniusz Szlenk kpr. Leopold Wątroba kpr. Jan Zaprawa st. szer. Marian Bereza st. szer. Mieczysław Byrczek st. szer. Stanisław Piątkowski | pchor. Władysław Grudziński      |
| sierż. Jan Gerwatowski plut. Władysław Kulpa plut. Roman Leszczyński plut. Władysław Małoń kpr. Andrzej Garbera kpr. Kazimierz Klimecki kpr. Stanisław Lotko kpr. Stanisław Mozdyniewicz kpr. Jan Rogal kpr. Antoni Serafinowicz kpr. Władysław Sutarz kpr. Tadeusz Siudziński kpr. Eugeniusz Szlenk kpr. Leopold Wątroba kpr. Jan Zaprawa st. szer. Marian Bereza st. szer. Mieczysław Byrczek st. szer. Stanisław Piątkowski | pchor. Franciszek Kozłowski      |
| sierż. Jan Gerwatowski plut. Władysław Kulpa plut. Roman Leszczyński plut. Władysław Małoń kpr. Andrzej Garbera kpr. Kazimierz Klimecki kpr. Stanisław Lotko kpr. Stanisław Mozdyniewicz kpr. Jan Rogal kpr. Antoni Serafinowicz kpr. Władysław Sutarz kpr. Tadeusz Siudziński kpr. Eugeniusz Szlenk kpr. Leopold Wątroba kpr. Jan Zaprawa st. szer. Marian Bereza st. szer. Mieczysław Byrczek st. szer. Stanisław Piątkowski | pchor. Bolesław Własnowolski     |
| sierż. Jan Gerwatowski plut. Władysław Kulpa plut. Roman Leszczyński plut. Władysław Małoń kpr. Andrzej Garbera kpr. Kazimierz Klimecki kpr. Stanisław Lotko kpr. Stanisław Mozdyniewicz kpr. Jan Rogal kpr. Antoni Serafinowicz kpr. Władysław Sutarz kpr. Tadeusz Siudziński kpr. Eugeniusz Szlenk kpr. Leopold Wątroba kpr. Jan Zaprawa st. szer. Marian Bereza st. szer. Mieczysław Byrczek st. szer. Stanisław Piątkowski | plut. Władysław Majchrzyk        |
| sierż. Jan Gerwatowski plut. Władysław Kulpa plut. Roman Leszczyński plut. Władysław Małoń kpr. Andrzej Garbera kpr. Kazimierz Klimecki kpr. Stanisław Lotko kpr. Stanisław Mozdyniewicz kpr. Jan Rogal kpr. Antoni Serafinowicz kpr. Władysław Sutarz kpr. Tadeusz Siudziński kpr. Eugeniusz Szlenk kpr. Leopold Wątroba kpr. Jan Zaprawa st. szer. Marian Bereza st. szer. Mieczysław Byrczek st. szer. Stanisław Piątkowski | plut. Antoni Markiewicz          |
| sierż. Jan Gerwatowski plut. Władysław Kulpa plut. Roman Leszczyński plut. Władysław Małoń kpr. Andrzej Garbera kpr. Kazimierz Klimecki kpr. Stanisław Lotko kpr. Stanisław Mozdyniewicz kpr. Jan Rogal kpr. Antoni Serafinowicz kpr. Władysław Sutarz kpr. Tadeusz Siudziński kpr. Eugeniusz Szlenk kpr. Leopold Wątroba kpr. Jan Zaprawa st. szer. Marian Bereza st. szer. Mieczysław Byrczek st. szer. Stanisław Piątkowski | kpr. Mieczysław Parafiński       |
| sierż. Jan Gerwatowski plut. Władysław Kulpa plut. Roman Leszczyński plut. Władysław Małoń kpr. Andrzej Garbera kpr. Kazimierz Klimecki kpr. Stanisław Lotko kpr. Stanisław Mozdyniewicz kpr. Jan Rogal kpr. Antoni Serafinowicz kpr. Władysław Sutarz kpr. Tadeusz Siudziński kpr. Eugeniusz Szlenk kpr. Leopold Wątroba kpr. Jan Zaprawa st. szer. Marian Bereza st. szer. Mieczysław Byrczek st. szer. Stanisław Piątkowski | kpr. Adolf Pietrasiak            |
| sierż. Jan Gerwatowski plut. Władysław Kulpa plut. Roman Leszczyński plut. Władysław Małoń kpr. Andrzej Garbera kpr. Kazimierz Klimecki kpr. Stanisław Lotko kpr. Stanisław Mozdyniewicz kpr. Jan Rogal kpr. Antoni Serafinowicz kpr. Władysław Sutarz kpr. Tadeusz Siudziński kpr. Eugeniusz Szlenk kpr. Leopold Wątroba kpr. Jan Zaprawa st. szer. Marian Bereza st. szer. Mieczysław Byrczek st. szer. Stanisław Piątkowski | st. szer. Paweł Kowala           |
| sierż. Jan Gerwatowski plut. Władysław Kulpa plut. Roman Leszczyński plut. Władysław Małoń kpr. Andrzej Garbera kpr. Kazimierz Klimecki kpr. Stanisław Lotko kpr. Stanisław Mozdyniewicz kpr. Jan Rogal kpr. Antoni Serafinowicz kpr. Władysław Sutarz kpr. Tadeusz Siudziński kpr. Eugeniusz Szlenk kpr. Leopold Wątroba kpr. Jan Zaprawa st. szer. Marian Bereza st. szer. Mieczysław Byrczek st. szer. Stanisław Piątkowski | st. szer. Tadeusz Krieger        |
| sierż. Jan Gerwatowski plut. Władysław Kulpa plut. Roman Leszczyński plut. Władysław Małoń kpr. Andrzej Garbera kpr. Kazimierz Klimecki kpr. Stanisław Lotko kpr. Stanisław Mozdyniewicz kpr. Jan Rogal kpr. Antoni Serafinowicz kpr. Władysław Sutarz kpr. Tadeusz Siudziński kpr. Eugeniusz Szlenk kpr. Leopold Wątroba kpr. Jan Zaprawa st. szer. Marian Bereza st. szer. Mieczysław Byrczek st. szer. Stanisław Piątkowski | st. szer. Edward Uchto           |

## Samoloty eskadry
Początkowo wyposażenie eskadry stanowiły samoloty Fokker D-VII.
Do marca 1926 przezbrojono ją w samoloty produkcji francuskiej Spad 61C1.
Ze względu na dużą awaryjność Spad-ów, w ich miejsce sukcesywnie wprowadzano samoloty Avia BH-33.
Pod koniec 1932 eskadra otrzymała pierwsze samoloty myśliwskie PZL P-7a.
W 1936 przezbrojono ją w samoloty PZL P-11a, a we wrześniu 1937 w PZL P-11c,
W przeddzień wojny na uzbrojeniu eskadry znajdowało się 10 samolotów PZL P.11c.

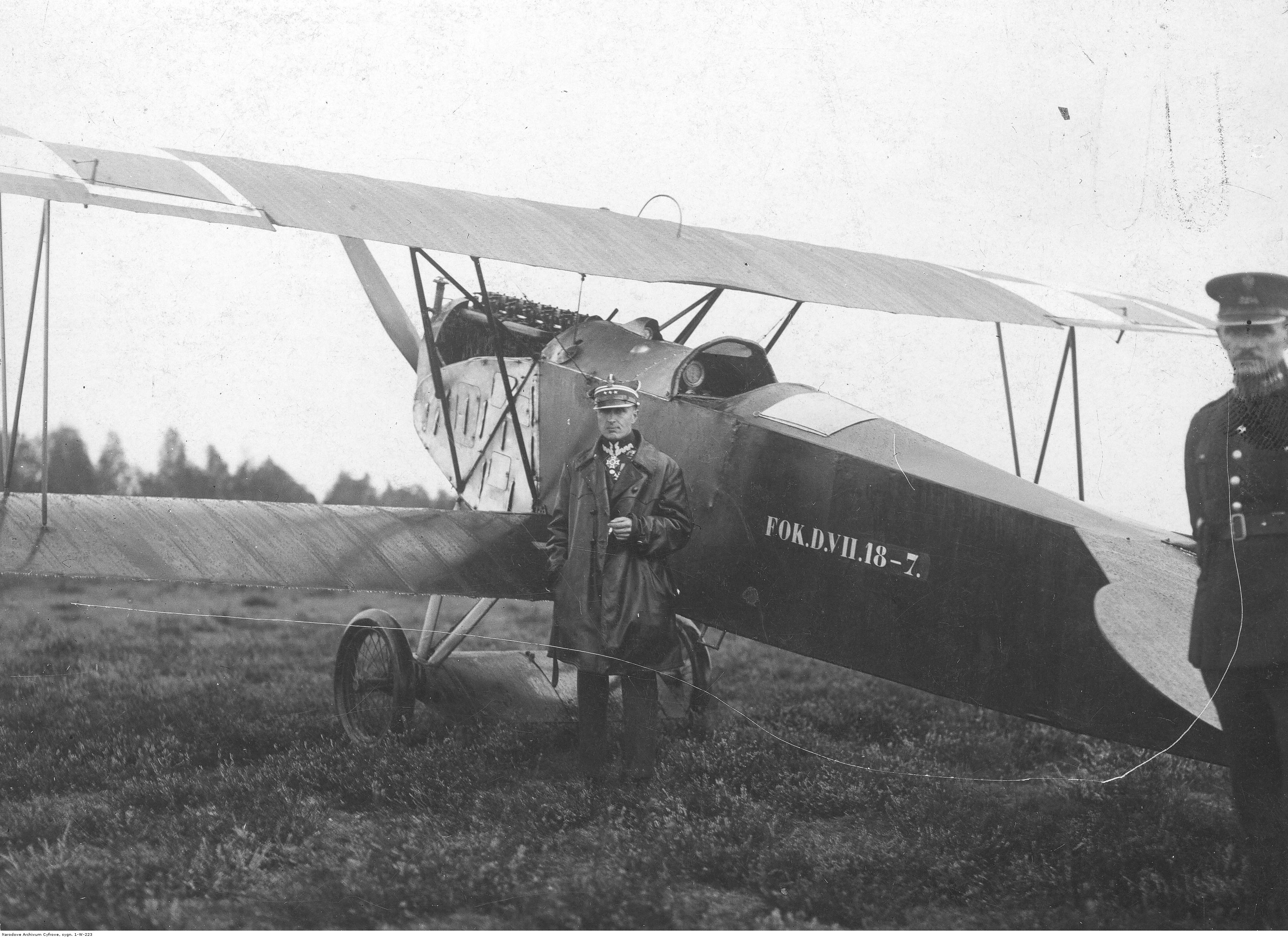
Fokker D.VII (1925 – )
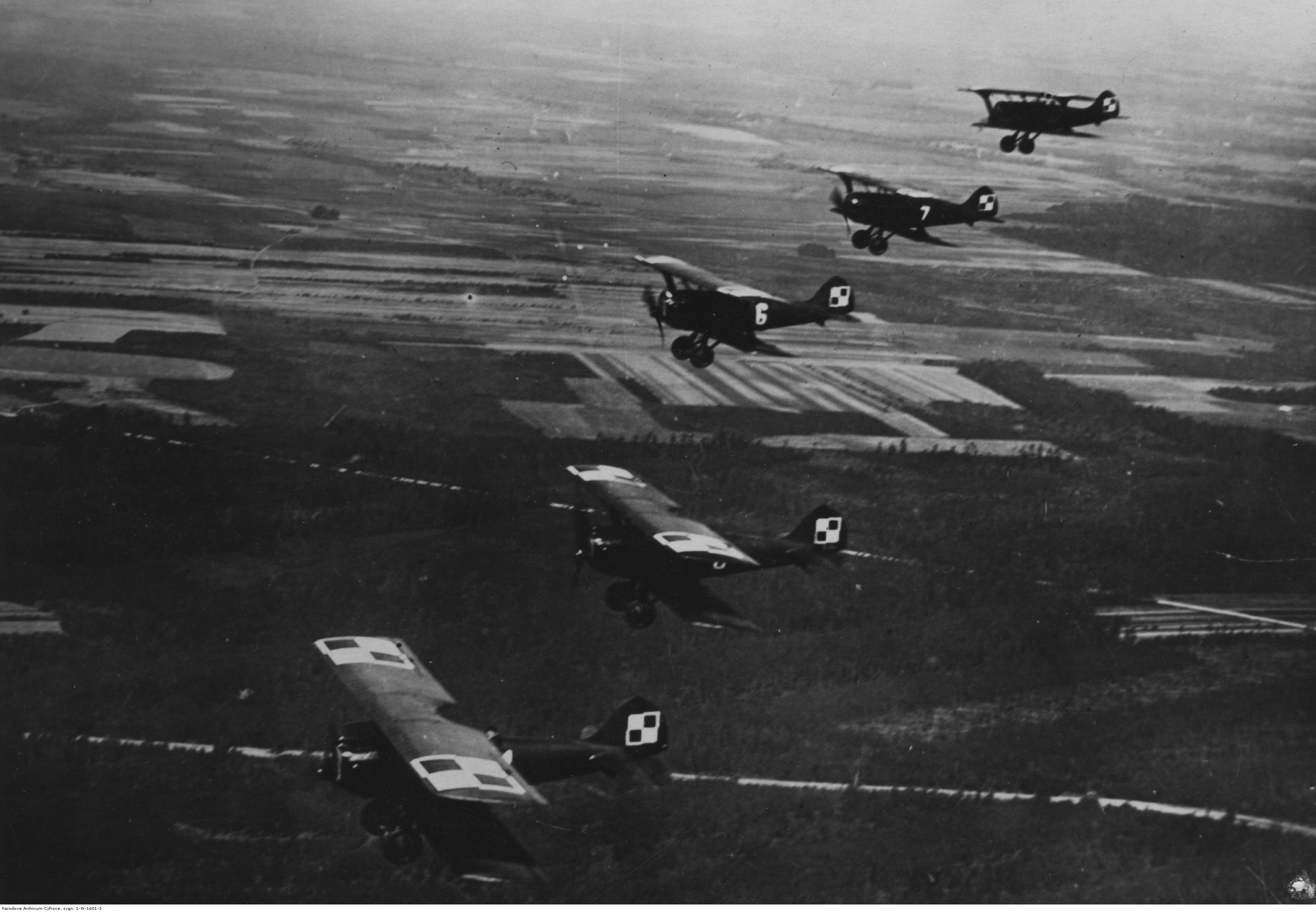
Blériot-SPAD S.61 ( – 1932)
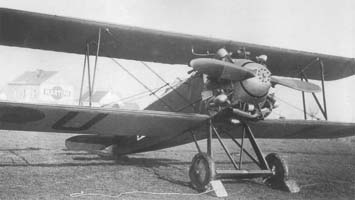
Avia BH-33 (1930 – 1932)
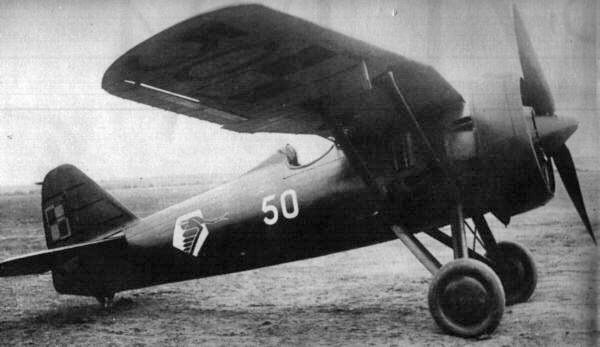
PZL P.7 a (1932 – 1936)
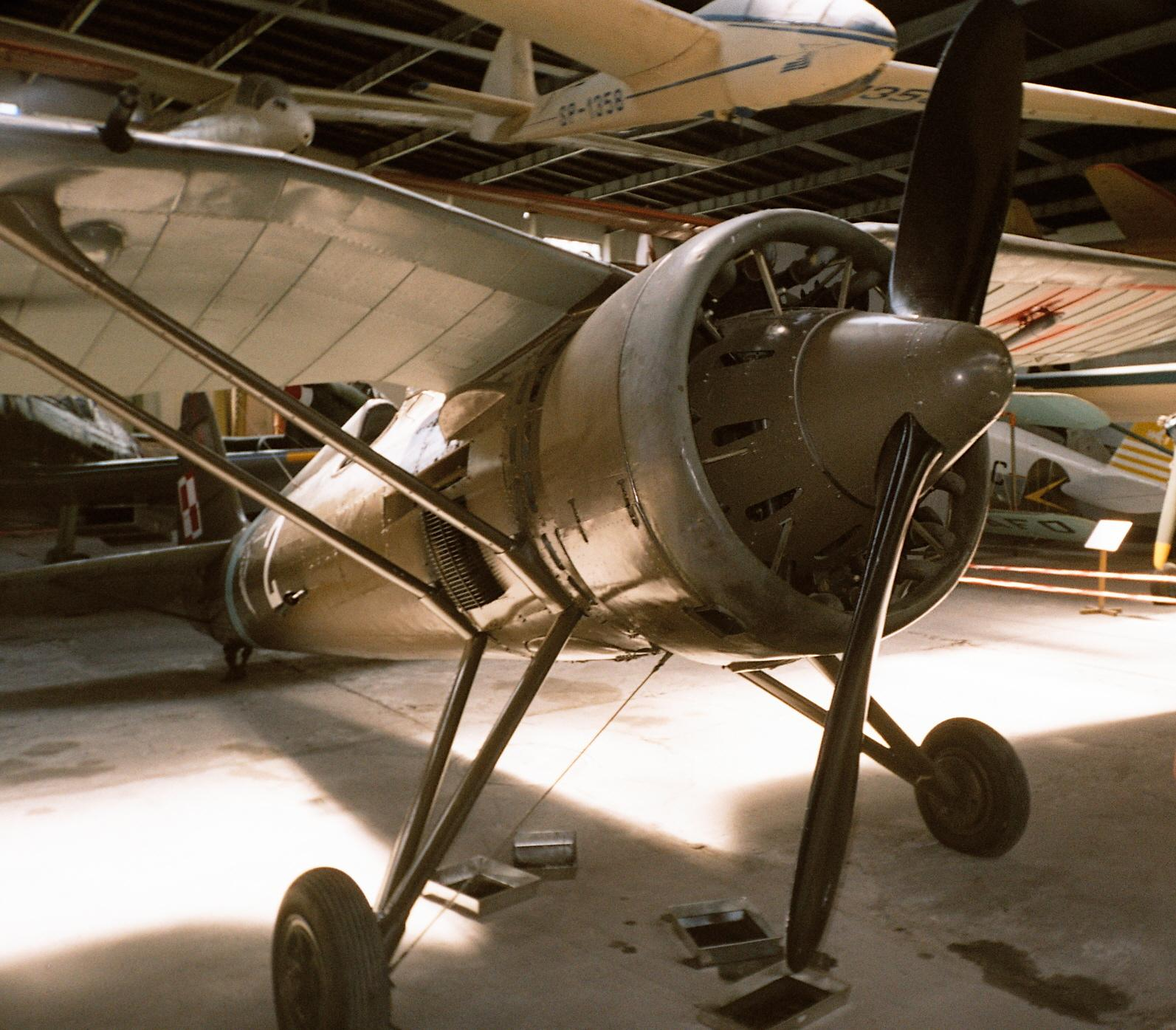
PZL P.11c (1936–1939)

## Wypadki lotnicze
W okresie funkcjonowania eskadry miały miejsce następujące wypadki lotnicze zakończone obrażeniami lub śmiercią pilota:
- 1 maja 1929, podczas lotu treningowego na samolocie Spad zginął sierż. pil. Franciszek Stańco. Przyczyną było urwanie skrzydeł.
- 28 maja 1930, podczas lotu treningowego na samolocie Spad zginął kpr. pil. Antoni Krzak. Przyczyną było urwanie skrzydeł.